# Beverly Hills-i nindzsa
A Beverly Hills-i nindzsa (eredeti cím: Beverly Hills Ninja)  1997-ben bemutatott amerikai vígjáték Chris Farley főszereplésével.

## Történet
|  | Alább a cselekmény részletei következnek! |

Egy nindzsa klán talál egy kisbabát a tengerparton. Az egyik ősi legendájuk egy fehér nindzsáról szól, aki mindenkinél jobb harcos lesz, ezért felnevelik és kiképzik. Azonban Haru (Chris Farley) tehetségtelennek bizonyul. Egy nap a klán egy küldetésre megy és Haru egyedül marad a templomban. Ekkor egy amerikai nő, akinek igazi neve Alison Page, de Sally Jonesként (Nicollette Sheridan) mutatkozik be, segítséget kér Harutól, mivel tart gyanús barátjától, Martin Tanleytől (Nathaniel Parker). Haru kideríti, hogy Tanley maffiózó, és testőrével Nobuval (Keith Cooke) pénzt akarnak hamisítani. Haru Beverly Hillsbe megy, hogy segítsen Alisonon és leleplezze Tanleyt és csapatát. A Szenszei (Soon-Tek Oh) Haru után küldi egyik legjobb tanítványát, Gobeit (Robin Shou), hogy vigyázzon Harura. Haru bejelentkezik egy Beverly Hills-i szállodába és megismerkedik egy londinerrel, Joey Washingtonnal (Chris Rock). Tanley elrabolja Alisont, és kikötözi egy időzített bomba mellé. Joey és Gobei segítségével Haru leleplezi Tanleyt és bandáját, és kiszabadítja a nőt. Haru és Alison összejönnek.   
|  | Itt a vége a cselekmény részletezésének! |

## Szereplők
| Színész                 | Szerep                    | Magyar hang          |
| ----------------------- | ------------------------- | -------------------- |
| Chris Farley            | Haru                      | Józsa Imre           |
| Nicollette Sheridan     | Alison Page / Sally Jones | Orosz Helga          |
| Nathaniel Parker        | Martin Tanley             | Barabás Kiss Zoltán  |
| Soon-Tek Oh             | Szenszej                  | Rajhona Ádám         |
| Chris Rock              | Joey Washington           | Bartucz Attila       |
| Robin Shou              | Gobei                     | Viczián Ottó         |
| Keith Cooke Hirabayashi | Nobu                      | Csík Csaba Krisztián |
| Will Sasso              | Chet Walters              |                      |
| François Chau           | Izumo                     |                      |
| Jason Tobin             | buszsofőr                 |                      |
| John P. Farley          | rendőr                    |                      |
| Kevin Farley            | rendőr                    |                      |
| Billy Connolly          | japán antikvárius         |                      |

## Filmzene
1. "You're a Ninja?..." – Chris Farley, Chris Rock
2. "Kung Fu Fighting" – Patti Rothberg
3. "One Way or Another" – Blondie
4. "...We Are in Danger..." – Chris Farley, Nathaniel Parker
5. "Tsugihagi Boogie Woogie" – Ulfuls
6. "Low Rider" – War
7. "The blackness of my belt..." – Chris Farley, Chris Rock
8. "Tarzan Boy" – Baltimora
9. "...my identity must remain mysterious..." – Chris Farley, Curtis Blanck
10. "Turning Japanese" – The Hazies
11. "You're the big, fat Ninja, aren't you?" – Chris Farley, Nathaniel Parker
12. "Kung Fu Fighting" – Carl Douglas
13. "I'm Too Sexy" – Right Said Fred
14. "...close to the temple, not inside" – Chris Farley, Nicollette Sheridan
15. "I Think We're Alone Now" (Japán verzió) – Lene Lovich
16. "Finally Got It" – Little John
17. "...Yes, I guess I did" – Chris Farley, Soon-Tek Oh
18. "The End" – George Clinton & Buckethead

## Fordítás
- Ez a szócikk részben vagy egészben  a   Beverly Hills Ninja című angol Wikipédia-szócikk fordításán alapul.  Az eredeti cikk szerkesztőit annak laptörténete sorolja fel. Ez a jelzés csupán a megfogalmazás eredetét és a szerzői jogokat jelzi, nem szolgál a cikkben szereplő információk forrásmegjelöléseként.